# Angelo Nicotra
Angelo Nicotra (Roma, 10 aprile 1948 – Roma, 8 marzo 2024) è stato un doppiatore, direttore del doppiaggio e attore italiano.

## Biografia
Angelo Nicotra nacque a Roma il 10 aprile 1948, figlio dell'attore catanese Antonio Nicotra e fratello dell'attore e regista Giancarlo Nicotra. Divenne attore già a 5 anni. Recitò nei film La domenica della buona gente e La casa stregata e nei telefilm Carabinieri e Il maresciallo Rocca, fra gli altri. Negli anni settanta condusse inoltre, insieme ad Olimpia Di Nardo, la trasmissione televisiva per bambini nella televisione locale romana S.P.Q.R..
Dotato di una voce ruvida, doppiò Morgan Freeman (dopo il ritiro di Renato Mori), Danny Glover, Forest Whitaker, John Goodman, Jeffrey Tambor, Richard Jenkins, e molti altri attori. Fu voce anche di personaggi d'animazione come Mr. Potato nella saga Toy Story, la prima voce di Prof del duo Mignolo e Prof, Nonno Coniglio in Peppa Pig (dalla quinta stagione) in sostituzione di Gerolamo Alchieri, Gonzo del Muppet Show (dal 1981 al 2021), il dottor Zoidberg nella settima stagione di Futurama (dopo la morte di Claudio Fattoretto), ed altri. Dal 2011 fino al 2021 fu la voce italiana ufficiale di Pietro Gambadilegno sostituendo Massimo Corvo, venendo poi rimpiazzato a sua volta da Paolo Marchese.
Fu direttore del doppiaggio di film quali Monty Python - Il senso della vita e la versione estesa di Robin Hood - Principe dei ladri, nonché di serie TV come Boston Legal e In viaggio nel tempo.
È morto a Roma l'8 marzo 2024, all'età di 75 anni.

## Vita privata
Fu sposato con Fiorella Fiorini ed ebbe due figli, uno dei quali avuto dall'attrice Olimpia Di Nardo.

## Filmografia

### Cinema
- Processo contro ignoti, regia di Guido Brignone (1952)
- La domenica della buona gente, regia di Anton Giulio Majano (1953)
- La casa stregata, regia di Bruno Corbucci (1982)
- L'arrivo di Wang, regia dei Manetti Bros. (2011)

### Televisione
- Graziella, regia di Mario Ferrero – miniserie TV (1961)
- Scaramouche, regia di Daniele D'Anza – miniserie TV (1965)
- Qui squadra mobile – serie TV, episodio 1x01 (1973)
- Come una mamma, regia di Vittorio Sindoni – miniserie TV (1991)
- La scalata, regia di Vittorio Sindoni – miniserie TV (1993)
- Il maresciallo Rocca – serie TV, 3 episodi (1996)
- Carabinieri – serie TV, episodio 3x15 (2004)
- L'ispettore Coliandro – serie TV, episodio 2x02 (2009)

#### Prosa televisiva Rai
- Santi in soffitta, regia di Nino Dal Fabbro e Luigi Di Gianni, trasmessa il 6 luglio 1959.
- La casa, regia di Carlo D'Angelo, trasmessa il  23 agosto 1962.

## Doppiaggio

### Film
- Morgan Freeman in La forza del singolo, Now You See Me - I maghi del crimine, Last Vegas, Transcendence, Lucy, Ted 2, Ruth & Alex - L'amore cerca casa, Last Knights, Momentum, Now You See Me 2, Ben-Hur, Insospettabili sospetti, Attacco al potere 3 - Angel Has Fallen
- Danny Glover in Le stagioni del cuore, Silverado, Angels, Quando gli elefanti volavano, Chi pesca trova, Saw - L'enigmista, Blindness - Cecità, Tokarev, Old Man & the Gun, I morti non muoiono
- Brendan Gleeson in Turbulence - La paura è nell'aria, Lake Placid, Gangs of New York, Safe House - Nessuno è al sicuro, I Puffi 2
- Forest Whitaker in Bird, Pronti a tutto, Il segreto di Claire, The Air I Breathe, The Experiment, A Dark Truth - Un'oscura verità
- John Goodman in Argo, Di nuovo in gioco, Una notte da leoni 3, Gli stagisti, Kong: Skull Island
- Charles S. Dutton in Gothika, Secret Window, Legion, The Perfect Guy, Il romanzo di un amore
- Jeffrey Tambor in Vi presento Joe Black, Hellboy, Hellboy: The Golden Army, Il primo dei bugiardi, Paul
- Billy Bob Thornton in U Turn - Inversione di marcia, I colori della vittoria, Faster
- Richard Jenkins in L'ospite inatteso, Libera uscita, Amici di letto, The Rum Diary - Cronache di una passione
- Paul Guilfoyle in Air Force One, Striptease, Il negoziatore, Prove apparenti, Il caso Spotlight, Don't Look Up
- Michael Ironside in Starship Troopers - Fanteria dello spazio, Io sono nessuno
- Elliott Gould in Ocean's Eleven - Fate il vostro gioco, Ocean's Twelve, Ocean's Thirteen, Ocean's 8
- Bill Murray in Tootsie, Ember - Il mistero della città di luce, Ghostbusters
- Michael Rooker in Costretti ad uccidere, Guardiani della Galassia, Guardiani della Galassia Vol. 2
- J. K. Simmons in Gioco d'amore, Contraband, Un giorno come tanti, The Accountant
- Robert Foxworth in Transformers, Transformers - La vendetta del caduto, Transformers 3, Transformers 4 - L'era dell'estinzione, Transformers - L'ultimo cavaliere
- Lyriq Bent in Saw II - La soluzione dell'enigma, Saw III - L'enigma senza fine, Saw IV
- Cliff Robertson in Spider-Man, Spider-Man 2, Spider-Man 3
- Tom Sizemore in Black Hawk Down - Black Hawk abbattuto
- Alan Arkin in Americani, Io & Marley
- Bernard Farcy in Taxxi, Taxxi 2
- R. Lee Ermey in Non aprite quella porta (2003), Non aprite quella porta - L'inizio
- William Hope in Sherlock Holmes, Non aprite quella porta (2022)
- Jean-Christophe Bouvet in Taxxi 3, Taxxi 4
- Wilford Brimley in In & Out, Che fine hanno fatto i Morgan?
- Chucky in La sposa di Chucky
- Ian McShane in Pirati dei Caraibi - Oltre i confini del mare
- Terry Bradshaw in 2 gran figli di...
- Christopher Walken in I perfetti innamorati
- Al Pacino in Jack e Jill
- Ron Perlman in Desperation
- James Brown in The Blues Brothers
- Harry Waters Jr. in Ritorno al futuro
- Reginald VelJohnson in Trappola di cristallo
- James Hayden in C'era una volta in America
- Bob Balaban in Moonrise Kingdom - Una fuga d'amore
- Harry Belafonte in BlacKkKlansman
- Niels Arestrup in La chiave di Sara
- Marc Macaulay in Premonition
- Xander Berkeley in Io vi troverò
- Jean-Pierre Marielle in Dream Team
- Frank Vincent in Casinò
- Victor Argo in Innamorarsi
- Rubén Blades ne L'ombra del diavolo
- Jacek Koman in Moulin Rouge!
- Brad Sullivan in Sister Act 2 - Più svitata che mai
- Jack McGee in Crash - Contatto fisico
- Richard Schiff in Seven
- Paul Dooley in Se scappi, ti sposo
- Nicola Pistoia in Delitto in Formula Uno
- Otto Jespersen in Troll Hunter
- David Margulies in Love & Secrets
- Robbie Coltrane in Le parole che non ti ho detto
- Bill Cobbs in Destini incrociati
- Maury Chaykin in Entrapment, Boygirl - Questione di... sesso
- Toshio Suzuki in Il regno dei sogni e della follia
- Andre Braugher in Schegge di paura
- John Jarratt in Wolf Creek 2
- Bruno Kirby in Sleepers
- Reni Santoni in 28 giorni
- Kevin Dunn in Romantici equivoci
- David Alan Grier in Vita da strega
- Dermot Mulroney in J. Edgar
- Terry Alexander in Ipotesi di complotto
- Bille Brown in Killer Elite
- Stuart Greer in Homefront
- Jeff Bridges in Una calibro 20 per lo specialista
- Pete Postlethwaite in Alien³
- James Murtaugh in Vanilla Sky
- Charles Coburn in Una donna vivace (ridoppiaggio)
- James Gandolfini in Il giurato
- Harvey Keitel in La sposa americana
- Christopher Lambert in Greystoke - La leggenda di Tarzan, il signore delle scimmie
- Lance Henriksen in Dead Man, Appaloosa
- Fred Williamson in Starsky & Hutch
- Viggo Mortensen in L'ultima profezia
- Dave Hager in Colpevole d'innocenza
- M. C. Gainey in Happy, Texas
- James Russo in L'uomo del giorno dopo
- Marco St. John in Venerdì 13: il terrore continua
- James Caan in A Fighting Man
- Dennis Farina in 110 e frode
- Wayne Duvall in Fratello, dove sei?, Evolution
- Enrico Montesano in Nel sole
- Vijay Amritraj in Octopussy - Operazione piovra
- Tom Kemp in Crooked Arrows
- Mark Venturini in Il ritorno dei morti viventi
- Karra Elejalde in Le avventure e gli amori di Lazaro De Tormes
- Warren Oates in Stripes - Un plotone di svitati
- Jacques Gamblin in I ragazzi del Marais
- Dominique Bettenfeld in Una lunga domenica di passioni
- Michel Duchaussoy in Asterix & Obelix al servizio di Sua Maestà
- Niels Arestrup in La chiave di Sara
- Gérard Darmon in Betty Blue
- Jean-Luc Bideau in L'amore inatteso
- Jean-Philippe Écoffey in Per mio figlio
- Robert Toupin in Martyrs
- Joël Dupuch in Piccole bugie tra amici
- François Berléand in Per fortuna che ci sei
- Pierre Mondy in Un uomo e il suo cane
- Massimo Vanni in Squadra antifurto
- Norman Chancer in La leggenda del pianista sull'oceano
- Patrick Chesnais in La belle histoire
- Kandido Uranga in Dos
- Steven Prince in Taxi Driver

### Film TV
- Tom Selleck in Stone Cold - Caccia al serial killer, Passaggio nella notte, Missing - Dispersa, Sea Change - Delitto perfetto, Nel mezzo del nulla, Nessun rimorso, Jesse Stone - Operazione Mosca, Jesse Stone - Trappola di fuoco e Jesse Stone - Delitti irrisolti
- Michael Ironside in Lake Placid 3 - Calma apparente

### Film d'animazione
- Gonzo in Ecco il film dei Muppet, Giallo in casa Muppet, Festa in casa Muppet, I Muppet nell'isola del tesoro, I Muppets venuti dallo spazio, Natale con i Muppet, I Muppet e il mago di Oz, I Muppet, Muppets 2 - Ricercati e Muppets Haunted Mansion - La casa stregata
- Mr. Potato in Toy Story - Il mondo dei giocattoli, Toy Story 2 - Woody e Buzz alla riscossa, Toy Story 3 - La grande fuga, Toy Story of Terror!, Toy Story: Tutto un altro mondo, Toy Story Toons e Toy Story 4
- Branchia in Alla ricerca di Nemo, Alla ricerca di Dory
- Tim Lockwood in Piovono polpette, Piovono polpette 2 - La rivincita degli avanzi
- Sal Manilla in Natale con i Muppet
- Moscardo in La collina dei conigli
- Reginald "Reggie" Stout in Stuart Little - Un topolino in gamba[6]
- Spottswoode in Team America: World Police
- Zampa Natale in Supercuccioli a Natale - Alla ricerca di Zampa Natale[7]
- Sergei Alexander Bobinski in Coraline e la porta magica
- Mr. Garrison in South Park - Il film: più grosso, più lungo & tutto intero
- Dolvar in I Cavalieri dello zodiaco - L'ardente scontro degli dei (secondo doppiaggio)
- Hugh Neutron in Jimmy Neutron - Ragazzo prodigio
- Grover in Le avventure di Elmo in Brontolandia
- Chin Chin Chu in Lupin III - Spada Zantetsu, infuocati! (secondo doppiaggio)
- Ezylryb in Il regno di Ga'Hoole - La leggenda dei guardiani
- Larry in Epic - Il mondo segreto
- Bramf in Gaya
- Re Kaio del Nord in Dragon Ball Z - La battaglia degli dei
- Bubbha ne Il viaggio di Arlo
- Boss in L'isola dei cani
- Gus Burns/Reflux ne Gli Incredibili 2
- Termotrix in Asterix e il segreto della pozione magica
- El Diablo in SpongeBob - Amici in fuga
- Boots in Dora e la città perduta

### Serie televisive
- Carlos Olivier in Leonela, Marta, Cuori nella tempesta
- Ken Bones ne La Bibbia, I Medici
- Paul Guilfoyle in CSI - Scena del crimine e CSI: Immortality
- Ken Swofford in Ellery Queen (ep. 12-13, 15, 21)
- Kenneth Mars in Malcolm
- John Noble in Elementary
- Richard Wilson in Merlin[8]
- Matt Nable in Arrow
- Greg Germain in Cherif
- Reginaldo Faria in Agua Viva
- Roberto Bonfim in Fiore selvaggio
- Al Sapienza in Coroner
- Jon Polito in Homicide
- Michael Kopsa in Fringe
- Otto Bernhardt in Sneaky Pete

### Cartoni animati
- Pietro Gambadilegno in La casa di Topolino (dalla 3ª stagione), Topolino, Topolino - Strepitose avventure e Il meraviglioso mondo di Topolino  (stagione 1)
- Prof in Animaniacs e Pinky and the Brain (st. 1)
- Herbert (3ª voce), O.J. Simpson (ep. 7x09), Richard Dawson (ep. 8x10), Richard Dreyfuss (ep. 8x15), Rush Limbaugh (ep. 9x02) e Alan Rickman ne I Griffin
- Kakugari (2ª voce), Sakurambo (1ª voce), Onsen (2ª voce), preside (2ª voce), padre di Ataru in Lamù
- Sceriffo Stan (ep. 4), Monev The Gale (ep. 12) e padre di Aileen (ep. 19) in Trigun
- Sovrintendente Chalmers (st. 5-7) e produttore (ep. 7.2) ne I Simpson (1ª voce)
- Morgan Freeman in Scooby-Doo and Guess Who?
- Nonno Coniglio in Peppa Pig
- Henry (da bambino) in American Dad!
- Dottor Zoidberg (ep. 7x07-7x26), Mr. Panucci (st. 2-6), Babbo Natale (st. 2-3, 6), Don Bot (st. 5-6), Testa di Nixon (st. 6-7) e altri personaggi in Futurama[9]
- Gonzo in Muppet Show (ridoppiaggio 2007 e ridoppiaggio 2021 st. 1), I Muppet, Muppet Babies (1ª voce) e Ecco i Muppet
- Agente Arthur Selby ne Il postino Pat[10]
- Sig. Garrison (1ª voce) in South Park
- Rocklyn Stone/La Macchina in Free Willy
- Frank in Men in Black
- Braccobaldo in La corsa spaziale di Yoghi (2ª ediz.)
- McWolf in Tom & Jerry Kids (st. 1)
- Hollywood in 2 cani stupidi
- Razak in Starship Troopers - La serie
- Magg. Gus Bonner in Stargate Infinity
- Sig. Gordon in Charlotte (2ª ediz.)
- Gordon in Lupin, l'incorreggibile Lupin
- Toro Riki in Rocky Joe, il campione
- Yosemite Sam in I misteri di Silvestro e Titti (ep. 1x13)
- Oboro Hagakure in Il destino di Kakugo
- Guardia in Hurricane Polimar
- Benkei Kuruma in Getter Robot - The Last Day (primo doppiaggio)
- Yomi in Babil Junior: la leggenda
- Bishamon in Night Warriors: Darkstalkers' Revenge
- Lord Jindai in Hakkenden: Il branco dei guerrieri leggendari
- Agente Morita in Boogiepop Phantom
- Ispettore capo in Pet Shop of Horrors
- Slum in Violence Jack
- Uomo Talpa in I cieli di Escaflowne
- Belzebù in Mao Dante
- Yuichi in Initial D
- Bele in Strange Dawn
- Quent Yaiden in Wolf's Rain
- Makarov Dreyar (1ª voce) in Fairy Tail
- Yondu Udonta (stagione 1) in What If...?
- Rolland Dupain in Miraculous - Le storie di Ladybug e Chat Noir

### Videogiochi
- Pietro Gambadilegno in Epic Mickey 2: L'avventura di Topolino e Oswald[11]
- Branchia in Alla ricerca di Nemo[12]
- Ospite fantasma in Disneyland Adventures[13]

### Programmi televisivi
- Andy Pivarnik in Fat N' Furious: grassi ma veloci

### Direttore del doppiaggio[14]
- A servizio ereditiera offresi
- Nightmare 5 - Il mito
- Robin Hood - Principe dei ladri (ridoppiaggio)
- Out of Time
- Highwaymen - I banditi della strada
- Spartan
- Mean Creek
- Frankenfish - Pesci mutanti
- A Rumor of Angels - La voce degli angeli
- Il giro del mondo in 80 giorni
- The Singing Detective
- American Trip - Il primo viaggio non si scorda mai
- Saint Ange
- Urban Legend 3
- Final Destination 3
- Solo 2 ore
- The Breed - La razza del male
- Doppia ipotesi per un delitto
- Turistas
- Alla deriva - Adrift
- Reservation Road